# Albonese
Albonese (Albunes in dialetto lomellino) è un comune italiano di 553 abitanti della provincia di Pavia in Lombardia. Si trova nella Lomellina settentrionale, al confine con la provincia di Novara, sul torrente Arbogna, affluente dell'Agogna.

## Storia
Probabilmente Albonese trae il suo nome dal torrente Arbogna (Albona?) su cui sorge.
Fece parte del comitato (contea) di Lomello, ed ebbe signori propri, forse derivati dai conti palatini di Lomello. Certo è che gli Albonese sono sempre ricordati come Conti, il che indica che discendevano da qualche antica famiglia comitale. Nel 1164 Albonese è nominato nel diploma con cui Federico I assegnò ufficialmente a Pavia il dominio sulle terre dell'antica contea, che da qualche tempo di fatto i Pavesi avevano sottomesso.
I conti Albonese continuarono sotto Pavia ad esercitare la signoria locale sul paese, e questo possesso feudale non fu mai interrotto fino alla fine del feudalesimo (1797). L'antica famiglia si divise ben presto in più rami e tra di essi ci fu qualche lite; altre liti gli Albonese le ebbero con il Comune, che (caso molto raro) possedeva in tutto o in parte i redditi feudali (dazi ecc.), che altrove erano quasi sempre nelle mani dei feudatari. Comunque Albonese resta un caso raro di lunghissimo e pacifico dominio feudale di un luogo da parte di un'unica famiglia. Anche Albonese, con tutta la Lomellina, nel 1713 fu aggregata agli Stati dei Savoia e nel 1859 entrò a far parte della provincia di Pavia.

### Simboli
Lo stemma e il gonfalone del comune di Albonese sono stati concessi con decreto del presidente della Repubblica del 24 giugno 2003.
L'attuale stemma comunale deriva da quello dei conti di Lomello che era troncato di azzurro e di rosso.
Prima del 2003 il Comune utilizzava uno stemma con un sole nascente —arma parlante con riferimento al toponimo collegato per paraetimologia all'"alba" — accompagnato dalle lettere A ed E, e un leone illeopardito attraversante una fascia e impugnante una spada.
Il gonfalone è un drappo troncato di rosso e di azzurro.

## Monumenti e luoghi d'interesse
- Il Castello

## Società

### Evoluzione demografica
- 671 ab. nel 1707
- 702 ab. nel 1806
- 759 ab. nel 1818
- 830 ab. nel 1845
- 995 ab. bel 1859

Abitanti censiti

## Cultura

### Cucina

#### Sagra del Mais
Nata nel 1980, ogni inizio di Settembre si potranno provare vari piatti a base di cereale tipici del territorio lomellino.

## Sport

### Ciclismo
La Società Ciclistica Albonese Mapei, nasce nella stagione 1996. Oggi è una realtà molto attiva nella cittadina, e vi fanno parte campioni italiani e azzurri della nazionale di ciclismo su pista.

Nel 2008 Albonese ha ospitato i campionati italiani a cronometro.